# Дюранд, Уильям Фредерик
Уильям Фредерик Дюранд (5 марта 1859, Бикон-Фолс — 9 августа 1958, Бруклин, Нью-Йорк) — американский учёный и инженер-механик. Внёс значительный вклад в развитие авиационных винтов. Первый гражданский председатель Национального консультативного комитета по аэронавтике, предшественника НАСА.

## Биография
Окончил среднюю школу в Дерби, штат Коннектикут (в настоящее время Высшая школа Дерби) в 1877 году, первый выпуск. В школе показал необычные способности и интерес к математике. Увлекался также разработкой сельскохозяйственных орудий и устройств. В частности много времени и усилий потратил на создание конной установки, которая затем использовалась на семейной ферме.
Окончил Военно-морскую академию США и получил степень доктора философии от колледжа Лафайет (англ. Lafayette College).
Преподавал в Мичиганском государственном колледже, Корнеллском университете и Стэнфордском университете (с 1904 года), профессор и заведующий машиностроительным факультетом до выхода на пенсию в возрасте 65 лет в 1924 году, почётный профессор до 1958 года. Участвовал в восстановлении Стэнфордского университета после землетрясения 1906 года, отдел по аэронавтике и астронавтике Инженерного корпуса носит его имя.
В 1942—1946 годах был председателем Национальной авиационной комиссии для разработки авиационных реактивных двигателей.

## Награды и звания
- Золотая медаль Американского общества Военно-морских инженеров (1889),
- член Американского Философского общества (1917),
- медаль Даниэля Гуггенхайма (1935),
- медаль Джона Фрица (1936),
- Медаль Франклина Института Франклина (1938),
- Премия Джона Карти Национальной академии наук (1945),
- медаль Американского общества инженеров-механиков (1945),
- Почётные степени в Университете Калифорнии (1923), Университете штата Юта (1927), Политехническом Институте Вустера (1938).